# Gigantophis garstini
Gigantophis
Genre
Espèce
Gigantophis garstini (le serpent géant de Garstin), seule espèce du genre fossile Gigantophis, est un serpent de la famille de reptiles des Madtsoiidae. 

## Présentation
Il vivait il y a environ 40 millions d'années durant l'Éocène dans le sud de l'Égypte et de la Libye actuelles. L'espèce n'est connue que par un petit nombre de fossiles,.

## Dimensions
Il aurait mesuré plus de 10 mètres de long, sa taille approchant ou dépassant celle des plus grandes espèces actuelles telles que le python réticulé (plus de 10 m) ou l'anaconda (presque 10 m). En comparant les vertèbres fossiles de Gigantophis à celles des plus grands serpents modernes, Jason Head de la Smithsonian Institution (Washington, D.C.) a conclu que ce serpent éteint pouvait dans sa croissance atteindre 9,3 à 10,7 mètres de long. Avec 10,7 mètres, il aurait dépassé de plus de 10 % ses parents biologiques les plus grands.

## Alimentation
Gigantophis était constricteur bien qu'il apparût à la même époque que les serpents venimeux. Il se nourrissait de poissons géants mais aussi de Moeritherium, un proboscidien primitif ancêtre des éléphants actuels et de la taille d'un cochon.

## Publication originale
- (en) Andrews, 1906: « A descriptive catalogue of the Tertiary Vertebrata of the Fayûm, Egypt. Based on the collection of the Egyptian government in the Geological museum, Cairo, and on the collection in the British museum (Natural history), London », British Museum (Natural History), Department of Geology, p. 1-319 (texte intégral).